# Hermann Stork
Hermann Stork   (Giessen, 30 d'agost de 1911 - Frankfurt del Main, 12 de juny de 1962) fou un saltador alemany que va competir durant la dècada de 1930.
El 1936 va prendre part en els Jocs Olímpics de Berlín, on guanyà la medalla de bronze en la competició del salt de palanca de 10 metres del programa de salts.
En el seu palmarès també destaca l'or en palanca al Campionat d'Europa de Magdeburg i dos campionats nacionals de palanca, el 1934 i 1935.